# باتريس بريت
باتريس بريت (بالفرنسية: Patrice Bret)‏ هو متسلق جبال تزلج ‏ فرنسي، ولد في 1971.